# Cerylon clavipes
Cerylon clavipes là một loài bọ cánh cứng trong họ Cerylonidae. Loài này được Khnzoryan miêu tả khoa học năm 1953.